# Віковий дуб (Чернігів, вул. Коцюбинського)
Вікови́й дуб — ботанічна пам'ятка природи місцевого значення в Україні. Розташована в місті Чернігів, на вул. Коцюбинського, 12.
Площа 0,01 га. Статус присвоєно згідно з рішенням Чернігівського облвиконкому від 28.08.1989 року № 164. Перебуває у віданні: Чернігівське РБД «Зеленбуд».
Статус присвоєно для збереження одного екземпляра дуба віком понад 200 років.